# Sausjärvi
Sausjärvi är en sjö i kommunen Salla i landskapet Lappland i Finland. Arean är 49 hektar och strandlinjen är 2,82 kilometer lång. Sjön  ingår i Koundaälvens huvudavrinningsområde.   Den ligger omkring 140 kilometer öster om Rovaniemi och omkring 750 kilometer norr om Helsingfors. 